# Microrregión de Ivaiporã
La Microrregión de Ivaiporã es una de las  microrregiones del estado brasileño del Paraná perteneciente a la mesorregión  Norte Central Paranaense. Su población fue estimada en 2006 por el IBGE en 128.261 habitantes y está dividida en quince municipios. Posee un área total de 6.154,282 km².

## Municipios
- Arapuã
- Ariranha do Ivaí
- Cândido de Abreu
- Godoy Moreira
- Grandes Rios
- Ivaiporã
- Jardim Alegre
- Lidianópolis
- Lunardelli
- Manoel Ribas
- Nova Tebas
- Rio Branco do Ivaí
- Rosário do Ivaí
- São João do Ivaí
- São Pedro do Ivaí

- Datos: Q2556530